# 박종우 (정치인)
박종우(朴宗雨, 1938년 11월 10일~2024년 12월 20일)는 대한민국의 정치인이다. 본관은 반남이다. 제15·16대 국회의원을 역임하였다.

## 학력
- 서울고등학교 졸업
- 서울대학교 법과대학 법학 학사

## 경력
- 독일 뮌헨시청 근무 (연수)
- 서울특별시청 기획과장, 총무과장
- 서울특별시 마포구청장
- 서울특별시 강남구청장
- 서울특별시 동작구청장
- 서울특별시 동대문구청장
- 서울특별시 구로구청장
- 서울특별시청 내무국장, 교통국장
- 서울특별시청 기획관리실장
- 인천직할시장
- 김포문화원장
- 제15·16대 국회의원
- 신한국당 상임위원
- 한나라당 전임위원
- 새정치국민회의 최고위원
- 새천년민주당 정책위원회 의장
- 새천년민주당 상임고문 및 외교안보행정위원
- 국회 행정자치위원회 위원장
- 자유민주연합 법률행정특임고문

## 역대 선거 결과
|  | 37.06% |

|  | 42.85% |

## 같이 보기
- 김포군 (1996년 선거구)
- 김포군의 국회의원
- 김포시 (선거구)
- 김포시의 국회의원
- 마포구청장
- 강남구청장
- 동작구청장
- 동대문구청장
- 구로구청장
- 인천광역시장